# Parahippus
Parahippus  is een geslacht van uitgestorven paardachtige zoogdieren en een familielid van de moderne paarden, ezels en zebra's, dat voorkwam in het Vroeg-Mioceen (ongeveer 20 miljoen jaar geleden). Het leek erg op Miohippus, maar was iets groter, ongeveer 1 meter hoog, op de schoft.
Ongeveer 20 miljoen jaar geleden, tijdens het Mioceen, veranderde een deel van het milieu op aarde: bossen en moerassen namen af naarmate er meer vlakten werden ontwikkeld. Men gelooft dat deze ontwikkelingen veel veranderingen in de bestaande paarden-voorouders hebben beïnvloed.

## Beschrijving
Parahippus was groter dan Miohippus. Het grote lichaam werd gedragen door vier stevige poten met drietenige voeten en een langer gezicht. De botten in de benen waren samengesmolten en dit, samen met de spierontwikkeling, liet Parahippus toe om met voorwaartse en achterwaartse passen te bewegen. Flexibele pootrotatie werd geëlimineerd, zodat het dier beter in staat was om snel naar voren te rennen op open terrein zonder dat het van de ene naar de andere kant hoefde te bewegen. Het belangrijkste is dat Parahippus op zijn middelste teen kon staan, in plaats van op kussens te lopen, waardoor het sneller kon rennen. Zijn gewicht werd ondersteund door ligamenten onder de vetlok naar de grote centrale teen. De zijtenen waren bijna rudimentair, en raakten zelden de grond.
Omdat bladrijk voedsel schaars was geworden, werden deze dieren gedwongen om te overleven op de nieuw ontwikkelde grassen die nu de vlakte overnemen en hun tanden pasten zich daarop aan. De extra molaarkam die bij Miohippus variabel was, werd permanent bij Parahippus. De molaren ontwikkelden hoge kronen en een harde bekleding voor het vermalen van het gras, dat meestal bedekt was met hoog kiezelzuurstof en zand. De kiezen leken op molenstenen en dat was ook wel nodig, omdat door het kauwen van het voedsel, dat moeilijk kauwbaar en slecht verteerbaar was, het gebit veel te lijden had van slijtage. Het slijtageproces van het gebit werd iets vertraagd, omdat het email van de knobbels en de buitenste randen een laagje cement bevatte.

## Leefwijze
Het voedsel van dit dier bestond hoofdzakelijk uit moeilijk te kauwen en te verteren, nieuw ontwikkelde grassen, die kiezelzuren in hun celwanden hadden opgeslagen.

## Vondsten
Resten van dit dier werden gevonden in Noord-Amerika.

## Soorten
- P. agrestis † Leidy 1873
- P. atavus † Coombs & Coombs jr. 1997
- P. cognatus † Leidy 1858
- P. coloradensis † Gidley 1907
- P. leonensis † Sellards 1916
- P. maxsoni † Jahns 1940
- P. nebrascensis † Peterson 1906
- P. pawniensis † Gidley 1907
- P. pristinus † Osborn 1918
- P. tyleri † Loomis 1908
- P. wyomingensis † Schlaikjer 1935